# Glipa lottini curtelineata
Glipa lottini curtelineata es una subespecie de coleóptero de la familia Mordellidae.

## Distribución geográfica
Habita en Nuevas Hébridas (islas Vanuatu).